# Trophée d'Europe féminin de hockey sur gazon des clubs 2022
Navigation
2021 2023
Le Trophée d'Europe féminin de hockey sur gazon des clubs 2022 est la 45e édition du Trophée d'Europe féminin de hockey sur gazon des clubs, tournoi secondaire européen de hockey sur gazon organisé par la EHF. Il se tient du 15 au 18 avril 2022 à HC Argentia à Cernusco sul Naviglio, Italie,.
Le 1er mars 2022, à la suite de l'invasion russe de l'Ukraine, l'EHF a exclu les clubs russes et biélorusses de toutes les compétitions.

## Équipes
- HC Argentia
- Mannheimer HC
- East Grinstead HC
- KHC Dragons
- Lille MHC
- MSC Sumchanka
- HC Olten

## Phase préliminaire

### Poule A
| Rang | Équipe        | J | V | N | P | BP | BC | Diff | Pts | Qualification |
| ---- | ------------- | - | - | - | - | -- | -- | ---- | --- | ------------- |
| 1    | Mannheimer HC | 2 | 2 | 0 | 0 | 14 | 2  | +12  | 10  | Finale        |
| 2    | HC Argentia   | 2 | 1 | 0 | 1 | 3  | 4  | -1   | 5   |               |
| 3    | Lille MHC     | 2 | 0 | 0 | 2 | 3  | 14 | -11  | 1   |               |

Source: EHF
En cas d'égalité de points de plusieurs équipes à l'issue des matchs de poule, les critères suivants sont appliqués dans l'ordre indiqué pour établir leur classement:
1. Points de chaque équipe,
2. Matchs gagnés,
3. Différence de buts,
4. Buts pour,
5. Plus grand nombre de points obtenus dans les matchs de poule disputés entre les équipes concernées,
6. Buts marqués en plein jeu.

| Match 3             | HC Argentia | 0 - 3   | Mannheimer HC                 |                                          |                                          |
| 15 avril 2022 18h45 |             | (0 - 0) | 35e, 59e Schmidt · 39e Seidel | Arbitrage : Karine Alves Olena Zhakupova | Arbitrage : Karine Alves Olena Zhakupova |
| 15 avril 2022 18h45 | Rapport     |         |                               | Arbitrage : Karine Alves Olena Zhakupova | Arbitrage : Karine Alves Olena Zhakupova |

| Match 6             | Mannheimer HC | 11 - 2  | Lille MHC                      |                                          |                                          |
| 16 avril 2022 16h45 | Von der Heyde 4e · Knobloch 6e, 11e, 22e, 41e · Hendrix 10e, 32e · Schmidt 18e, 45e · Von Velsen 47e · Mayerhöfer 53e | (6 - 2) | 7e Fernández-Merlo · 23e Canon | Arbitrage : Rebecca Woodcock Miriam Gerö | Arbitrage : Rebecca Woodcock Miriam Gerö |
| 16 avril 2022 16h45 | Rapport |         |                                | Arbitrage : Rebecca Woodcock Miriam Gerö | Arbitrage : Rebecca Woodcock Miriam Gerö |

| Match 9             | HC Argentia                            | 3 - 1   | Lille MHC      |                                               |                                               |
| 17 avril 2022 15h45 | Grenon 1e · Manzoni 22e · De Biase 52e | (2 - 1) | 23e Delemazure | Arbitrage : Rebecca Woodcock Alexandra Mahieu | Arbitrage : Rebecca Woodcock Alexandra Mahieu |
| 17 avril 2022 15h45 | Rapport                                |         |                | Arbitrage : Rebecca Woodcock Alexandra Mahieu | Arbitrage : Rebecca Woodcock Alexandra Mahieu |

### Poule B
| Rang | Équipe            | J | V | N | P | BP | BC | Diff | Pts | Qualification |
| ---- | ----------------- | - | - | - | - | -- | -- | ---- | --- | ------------- |
| 1    | KHC Dragons       | 3 | 3 | 0 | 0 | 15 | 2  | +13  | 15  | Finale        |
| 2    | East Grinstead HC | 3 | 2 | 0 | 1 | 9  | 6  | +3   | 11  |               |
| 3    | MSC Sumchanka     | 3 | 1 | 0 | 2 | 11 | 8  | +3   | 6   |               |
| 4    | HC Olten          | 3 | 0 | 0 | 3 | 2  | 21 | -19  | 1   |               |

Source: EHF
En cas d'égalité de points de plusieurs équipes à l'issue des matchs de poule, les critères suivants sont appliqués dans l'ordre indiqué pour établir leur classement:
1. Points de chaque équipe,
2. Matchs gagnés,
3. Différence de buts,
4. Buts pour,
5. Plus grand nombre de points obtenus dans les matchs de poule disputés entre les équipes concernées,
6. Buts marqués en plein jeu.

| Match 1             | East Grinstead HC                          | 5 - 2   | MSC Sumchanka                 |                                           |                                           |
| 15 avril 2022 14h15 | Bray 9e · Rayer 38e, 51e, 55e · Bowden 41e | (1 - 1) | 22e Leonova · 49e O. Kurovska | Arbitrage : Ymkje van Slooten Miriam Gerö | Arbitrage : Ymkje van Slooten Miriam Gerö |
| 15 avril 2022 14h15 | Rapport                                    |         |                               | Arbitrage : Ymkje van Slooten Miriam Gerö | Arbitrage : Ymkje van Slooten Miriam Gerö |

| Match 2             | KHC Dragons                                                                                        | 10 - 0  | HC Olten |                                          |                                          |
| 15 avril 2022 16h30 | Cedrés 4e · Raye 7e, 49e · Simons 8e, 11e · Vidal 32e · Verboven 41e · Jakus 52e, 55e · Roumen 56e | (4 - 0) |          | Arbitrage : Noemi di Bella Sandra Wagner | Arbitrage : Noemi di Bella Sandra Wagner |
| 15 avril 2022 16h30 | Rapport                                                                                            |         |          | Arbitrage : Noemi di Bella Sandra Wagner | Arbitrage : Noemi di Bella Sandra Wagner |

| Match 4             | MSC Sumchanka                                                                                 | 8 - 1   | HC Olten      |                                             |                                             |
| 16 avril 2022 12h15 | Leonova 4e, 49e · Shevchenko 7e, 17e, 60e · Ponomarenko 43e · Honcharenko 44e · Stetsenko 60e | (3 - 1) | 5e Schoemaker | Arbitrage : Noemi di Bella Alexandra Mahieu | Arbitrage : Noemi di Bella Alexandra Mahieu |
| 16 avril 2022 12h15 | Rapport                                                                                       |         |               | Arbitrage : Noemi di Bella Alexandra Mahieu | Arbitrage : Noemi di Bella Alexandra Mahieu |

| Match 5             | East Grinstead HC | 1 - 3   | KHC Dragons                          |                                            |                                            |
| 16 avril 2022 14h30 | Rayer 24e         | (1 - 0) | 37e Roumen · 45e De Groof · 48e Raye | Arbitrage : Ymkje van Slooten Karine Alves | Arbitrage : Ymkje van Slooten Karine Alves |
| 16 avril 2022 14h30 | Rapport           |         |                                      | Arbitrage : Ymkje van Slooten Karine Alves | Arbitrage : Ymkje van Slooten Karine Alves |

| Match 7             | KHC Dragons          | 2 - 1   | MSC Sumchanka |                                          |                                          |
| 17 avril 2022 11h15 | Raye 6e · Cedrés 32e | (1 - 1) | 18e Leonova   | Arbitrage : Noemi di Bella Sandra Wagner | Arbitrage : Noemi di Bella Sandra Wagner |
| 17 avril 2022 11h15 | Rapport              |         |               | Arbitrage : Noemi di Bella Sandra Wagner | Arbitrage : Noemi di Bella Sandra Wagner |

| Match 8             | East Grinstead HC                 | 3 - 1   | HC Olten    |                                               |                                               |
| 17 avril 2022 13h30 | Bray 1e · Bowden 19e · Cozens 29e | (3 - 0) | 54e Schärer | Arbitrage : Ymkje van Slooten Olena Zhakupova | Arbitrage : Ymkje van Slooten Olena Zhakupova |
| 17 avril 2022 13h30 | Rapport                           |         |             | Arbitrage : Ymkje van Slooten Olena Zhakupova | Arbitrage : Ymkje van Slooten Olena Zhakupova |

## Phase de classement

### Cinquième et sixième place
| Match 10            | Lille MHC  | 1 - 3   | MSC Sumchanka                     |                                       |                                       |
| 18 avril 2022 09h45 | Berger 53e | (0 - 2) | 12e, 37e Stetsenko · 25e Voievoda | Arbitrage : Sandra Wagner Miriam Gerö | Arbitrage : Sandra Wagner Miriam Gerö |
| 18 avril 2022 09h45 | Rapport    |         |                                   | Arbitrage : Sandra Wagner Miriam Gerö | Arbitrage : Sandra Wagner Miriam Gerö |

### Troisième et quatrième place
| Match 11            | HC Argentia      | 2 - 6   | East Grinstead HC                                   |                                           |                                           |
| 18 avril 2022 12h00 | De Biase 7e, 17e | (2 - 3) | 13e, 15e, 50e Bray · 30e Fernández · 34e, 57e Rayer | Arbitrage : Alexandra Mahieu Karine Alves | Arbitrage : Alexandra Mahieu Karine Alves |
| 18 avril 2022 12h00 | Rapport          |         |                                                     | Arbitrage : Alexandra Mahieu Karine Alves | Arbitrage : Alexandra Mahieu Karine Alves |

### Finale
| Match 12            | Mannheimer HC | 0 - 1   | KHC Dragons |                                                |                                                |
| 18 avril 2022 14h15 |               | (0 - 1) | 7e De Groof | Arbitrage : Ymkje van Slooten Rebecca Woodcock | Arbitrage : Ymkje van Slooten Rebecca Woodcock |
| 18 avril 2022 14h15 | Rapport       |         |             | Arbitrage : Ymkje van Slooten Rebecca Woodcock | Arbitrage : Ymkje van Slooten Rebecca Woodcock |

## Classement final
| Rang                       | Équipe            | Résultat         |
| -------------------------- | ----------------- | ---------------- |
| Médaille d'or, Europe      | KHC Dragons       | Champion         |
| Médaille d'argent, Europe  | Mannheimer HC     | Vice-champion    |
| Médaille de bronze, Europe | East Grinstead HC | Troisième        |
| 4                          | HC Argentia       | Quatrième        |
| 5                          | MSC Sumchanka     | Phase de groupes |
| 6                          | Lille MHC         | Phase de groupes |
| 7                          | HC Olten          | Phase de groupes |